# Магдалена Ралчева
Магдалена Ралчева е българска режисьорка и продуцентка, създателка и изпълнителна директорка на Международния филмов фестивал за ново европейско кино „Златната липа“.

## Биография
Магдалена Ралчева е родена на 15 юли 1968 г. в Стара Загора. Завършва НАТФИЗ „Кръстьо Сарафов“ с магистърска степен по филмова и телевизионна режисура в класа на проф. Христо Христов.
От 2004 г. е член на международната организация „Зонта Интернешънъл“ и на сдружението „Зонта Клуб София“, което председателства в периода 2018 – 2022 г.
В периода 2010 – 2012 г. е член на комисията по култура към Столична община.
През 2015 г. е удостоена с почетния знак на старозагорския областен управител като вдъхновител, основен организатор и директор на единствения по рода си у нас фестивал за ново европейско кино, а през 2023 г. е обявена за „Будител на Стара Загора“.
Омъжена е и е майка на две деца.

## Кариера
Дипломната работа на Магдалена Ралчева – новелата „Наемателят“ – печели специалната награда на АРТ ТВ Сърбия за 2008 г.
Дебютира в киното като режисьор и продуцент с игралния филм „Още нещо за любовта“ (2010). През 2011 г. филмът получава пет номинации на Българската филмова академия и три награди (за най-добър оператор, композитор и художник по костюмите) на XIV международен филмов фестивал в Бердянск, Украйна, както и наградата за най-добра филмова музика и наградата за най-добри костюми на Съюза на българските филмови дейци.
През 2017 г. излиза режисираният от Магдалена Ралчева и продуциран от основателя на филмовата компания „Ню имидж“ Дейвид Варод филм „XIIa“, който е продължение на един от най-гледаните български филми през 2016 година – „XIa“. „XIIa“ се радва на голям зрителски интерес и има над 500 000 зрители.
През 2018 г. Магдалена Ралчева печели конкурс за държавно финансово подпомагане за реализация на разпространение на филми на Националния филмов център (НФЦ) с екранизацията си на разказа на Николай Хайтов „Сватба“. Режисираният и продуциран от Ралчева филм е съфинансиран от НФЦ и Българската национална телевизия. Филмът е препоръчан като подходящ за учениците в гимназиалния курс от Министерството на образованието и науката. Към януари 2025 г. филмът „Сватба“ печели 14 международни награди, сред които от Румъния, Турция, Кипър, Гърция, Индия, Германия и др.

## Филмография
Магдалена Ралчева е авторка на пълнометражни и късометражни игрални и документални филми. Сред късометражните ѝ филми са The compromise (2002), Birthday (2001) и At the end of summer (1999), а към документалистиката принадлежи The eternal and blessed (2000).
Като режисьор:
- „Наемателят“ – късометражен филм (2005);
- „Още нещо за любовта“ (2010);
- „XIIa“ (2015);
- „Сватба“ (2024).

Като продуцент:
- „Още нещо за любовта“ (2010);
- „Сватба“ (2024).

## Фестивал „Златната липа“
Магдалена Ралчева е създателка и художествена директорка на Международния фестивал за ново европейско кино „Златната липа“. Фестивалът се провежда ежегодно в Стара Загора от 2013 г. и е сред значимите събития в културния календар на града. Утвърден е като престижен кинофорум в България и Европа.